# Hugo Boucheron
Hugo Boucheron (Lyon, 30 de mayo de 1993) es un deportista francés que compite en remo.
Participó en dos Juegos Olímpicos de Verano, en los años 2016 y 2020, obteniendo una medalla de oro en Tokio 2020, en la prueba de doble scull.
Ganó dos medallas de oro en el Campeonato Mundial de Remo, en los años 2018 y 2022, y tres medallas en el Campeonato Europeo de Remo entre los años 2015 y 2021.

## Palmarés internacional
| Juegos Olímpicos   | Juegos Olímpicos         | Juegos Olímpicos | Juegos Olímpicos |
| Año                | Lugar                    | Medalla          | Prueba           |
| ------------------ | ------------------------ | ---------------- | ---------------- |
| 2020               | Tokio (Japón)            | Medalla de oro   | Doble scull      |
| Campeonato Mundial |                          |                  |                  |
| Año                | Lugar                    | Medalla          | Prueba           |
| 2018               | Plovdiv (Bulgaria)       | Medalla de oro   | Doble scull      |
| 2022               | Račice (República Checa) | Medalla de oro   | Doble scull      |
| Campeonato Europeo |                          |                  |                  |
| Año                | Lugar                    | Medalla          | Prueba           |
| 2015               | Poznań (Polonia)         | Medalla de plata | Doble scull      |
| 2018               | Glasgow (Reino Unido)    | Medalla de oro   | Doble scull      |
| 2021               | Varese (Italia)          | Medalla de oro   | Doble scull      |